# Oenonidae
Oenonidae zijn een familie van borstelwormen (Polychaeta).

## Taxonomie
De volgende geslachten zijn bij de familie ingedeeld:
- Aenone Risso, 1826
- Aglaura Savigny in Lamarck, 1818
- Arabella Grube, 1850
- Arabelloneris Hartmann-Schröder, 1979
- Biborin Chamberlin, 1919
- Danymene Kinberg, 1865
- Drilognathus Day, 1960
- Drilonereis Claparède, 1870
- Haematocleptes Wirén, 1886
- Halla
- Labidognathus
- Labrorostratus Saint-Joseph, 1888
- Lais Kinberg, 1865
- Laranda
- Larymna Kinberg, 1865
- Notocirrus Schmarda, 1861
- Oenone Savigny in Lamarck, 1818
- Oligognathus Spengel, 1881
- Pholadiphila Dean, 1992
- Plioceras Quatrefages, 1866
- Tainokia Knox & Green, 1972